# Kimberley Nixon
Kimberley Nixon (Bristol, 24 settembre 1985) è un'attrice britannica.

## Biografia
Nasce a Bristol, ma cresce insieme ai suoi sei fratelli a Pontypridd, in Galles, dove frequenta la Coedylan Comprehensive School, ora nota come Pontypridd High School. Ex membro del National Youth Theatre Of Wales, studia recitazione al Royal Welsh College of Music and Drama di Cardiff insieme a Tom Cullen e Aneurin Barnard. 
Debutta nel 2007 interpretando l'orfana Sophy Hutton nella serie in costume della BBC Cranford, a fianco di Judi Dench. Nel 2008 sbarca sul grande schermo in La mia vita è un disastro. Nello stesso anno debutta a teatro in un adattamento di La ragazza con l'orecchino di perla. Appare nel film Un matrimonio all'inglese e recita da protagonista in Cherrybomb a fianco di Rupert Grint e Robert Sheehan.
Nel 2011 entra nel cast della serie televisiva Fresh Meat di nei panni di Josie.

## Filmografia

### Cinema
- La mia vita è un disastro (Angus, Thongs and Perfect Snogging), regia di Gurinder Chadha (2008)
- Wild Child, regia di Nick Moore (2008)
- Un matrimonio all'inglese (Easy Virtue), regia di Stephan Elliott (2008)
- Cherrybomb, regia di Lisa Barros D'Sa e Glenn Leyburn (2009)
- Black Death - ...un viaggio all'inferno (Black Death), regia di Christopher Smith (2010)
- The Last Post, regia di Axelle Carolyn - cortometraggio (2011)
- Resistance, regia di Amit Gupta (2011)
- Dory, regia di Marc Evans (2011)
- Elfie Hopkins, regia di Ryan Andrews (2012)
- Offender, regia di Ron Scalpello (2012)

### Televisione
- Cranford – serie TV, 5 episodi (2007)
- Poirot (Agatha Christie's Poirot) – serie TV, episodio 12x02 (2010)
- Law & Order: UK – serie TV, episodio 3x06 (2010)
- L'ispettore Barnaby (Midsomer Murders) – serie TV, episodio 13x08 (2011)
- Kidnap and Ransom – serie TV, episodi 2x01-2x02-2x03 (2012)
- Fresh Meat – serie TV, 30 episodi (2011-2016)
- Hebburn – serie TV, episodi 1x01-1x02 (2012)
- Critical – serie TV, 9 episodi (2015)
- New Blood – serie TV, 7 episodi (2016)
- Outlander – serie TV, episodi 3x01-3x02 (2017)
- Delitti in Paradiso (Death in Paradise) – serie TV, episodio 8x03 (2019)
- The Tuckers – serie TV, 10 episodi (2020-2022)
- The Baby – miniserie TV, puntata 3 (2022)
- Shardlake, regia di Justin Chadwick – miniserie TV, puntate 1-4 (2024)

## Premi e candidature
| 2012 Monte-Carlo TV Festival (Golden Nymph): - Nomination miglior attrice in una serie comica per Fresh Meat (2011); |